# Roger Delattre
Roger Delattre, né le 17 février 1964 à Paris et mort le 17 octobre 2014 à Puteaux est un réalisateur français .

## Biographie
Roger Delattre a surtout travaillé comme premier ou second assistant réalisateur. Il a également réalisé des fictions courtes pour la télévision.
Sa collaboration avec Luc Besson lui a permis de tourner le long métrage, Le Missionnaire, sorti en 2009.

## Filmographie

### Assistant réalisateur
- 2003 : Bon voyage de Jean-Paul Rappeneau
- 2004 : L'Américain de Patrick Timsit
- 2004 : Banlieue 13 de Pierre Morel
- 2005 : Joyeux Noël de Christian Carion
- 2006 : Arthur et les Minimoys de Luc Besson
- 2007 : Regarde-moi d'Audrey Estrougo
- 2009 : Arthur et la vengeance de Maltazard de Luc Besson
- 2010 : Les Aventures extraordinaires d'Adèle Blanc-Sec de Luc Besson
- 2010 : Arthur 3 : La Guerre des deux mondes de Luc Besson

### Réalisateur
- 2009 : Le Missionnaire